# Moderner Biathlon

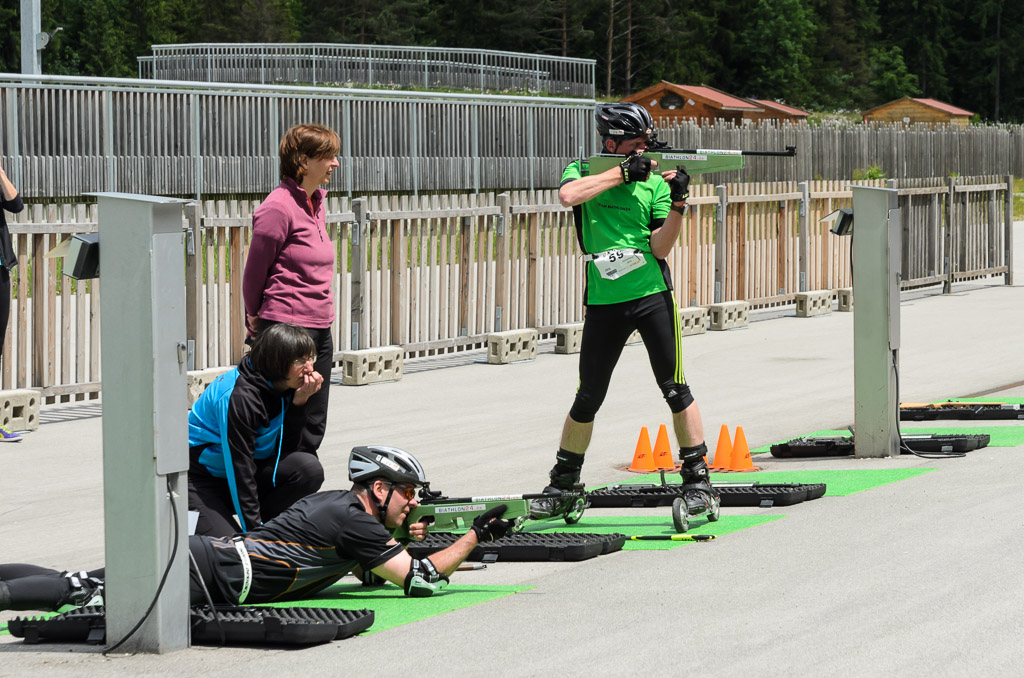
Liegender und stehender Anschlag beim Modernen Biathlon

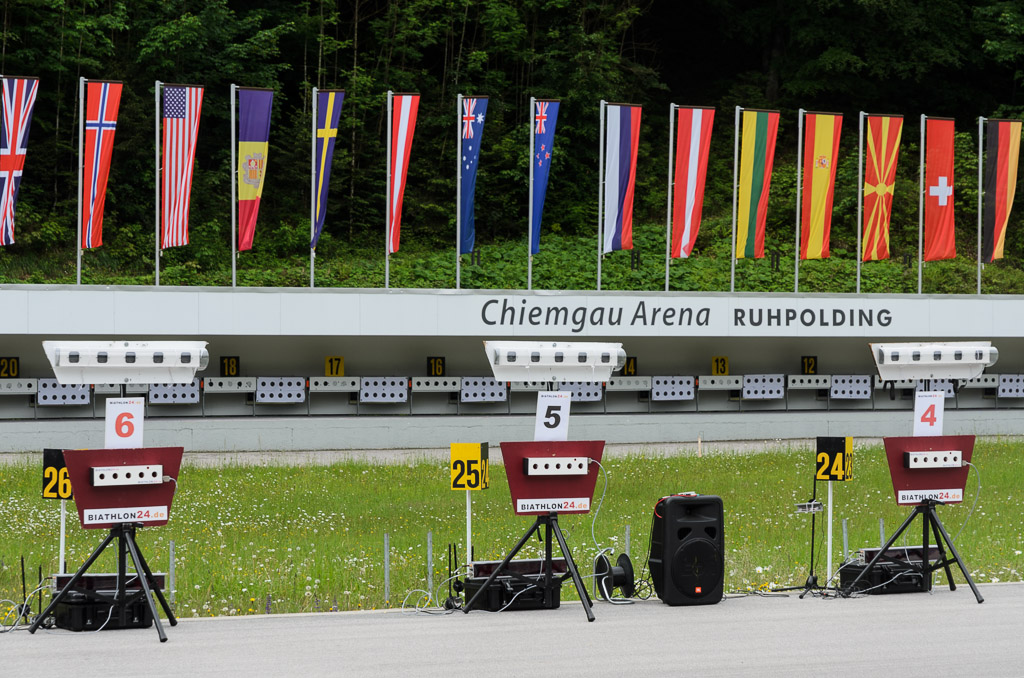
Zielanlage beim Modernen Biathlon mit Klappscheibenvisualisierung. Chiemgau Arena in Ruhpolding

Der Moderne Biathlon ist eine dem Biathlon angelehnte neuere Sportart. Diese Mehrkampfsportart vereint Ausdauersport und Präzisionssport.
Beim modernen Biathlon werden statt der beim konventionellen Biathlon verwendeten Langlaufskier und Kleinkalibergewehre üblicherweise Cross-Skates und Lichtpunktgewehre eingesetzt. Im Gegensatz zur Wintersportart Biathlon ist der moderne Biathlon dank der Verwendung von Cross-Skates nicht auf Schnee angewiesen und kann zu fast allen Jahreszeiten ausgeübt werden. Lediglich Schnee und Eis wären Hinderungsgründe für den Modernen Biathlon. Die Verwendung von Lichtpunktgewehren stellt zudem eine waffenfreie Alternative dar. Auch Varianten des Modernen Biathlon bestehend aus Laufen oder Mountainbike und Lichtpunktschießen sind bekannt. Der Moderne Biathlon findet vor allem in Deutschland als Breitensportart Beliebtheit. Die Regeln wurden sehr systematisch in langen Versuchsreihen und Testwettkämpfen entwickelt, um die Vorteile dieser Sportart gegenüber anderen Biathlonvarianten zu maximieren, was auch mit den ersten Regelwerken gelang. Es werden inzwischen wieder verschiedene Wettkämpfe auch nach anderen Regeln ausgetragen, welche die Vorteile aber wieder etwas verringern.